# جوانا ليندسي
جوانا ليندسي (بالإنجليزية: Johanna Lindsey)‏ (10 مارس 1952، فرانكفورت في ألمانيا)؛ كاتِبة وروائية أمريكية.